# Lithocarpus echinifer
Lithocarpus echinifer là một loài thực vật có hoa trong họ Cử. Loài này được (Merr.) A.Camus mô tả khoa học đầu tiên năm 1934.